# Mennkausen
Mennkausen ist ein Ort von insgesamt 106 Ortschaften der Gemeinde Reichshof im Oberbergischen Kreis im nordrhein-westfälischen Regierungsbezirk Köln in Deutschland.

## Lage und Beschreibung
Mennkausen liegt südlich der Wiehltalsperre, die nächstgelegenen Zentren sind Gummersbach (24 km nordwestlich), Köln (61 km westlich) und Siegen (45 km südöstlich).

## Geschichte

### Erstnennung
1492 wurde der Ort das erste Mal urkundlich erwähnt. „Der Ort wird in einer Zeugenliste bei der Feststellung der bergischen Rechte im Amte Windeck genannt.“ 
Die Schreibweise der Erstnennung war Mennenkuisen.
| Bevölkerungsentwicklung | Bevölkerungsentwicklung |
| Jahr                    | Einwohner               |
| ----------------------- | ----------------------- |
| 1946                    | 50                      |
| 1991                    | 47                      |
| 2005                    | 61                      |
| 2006                    | 60                      |
| 2008                    | 56                      |
| 2017                    | 54                      |
| 2018                    | 56                      |
| 2019                    | 53                      |

## Vereinswesen
- Dorfgemeinschaft Mennkausen